# Freebird Games
Freebird Games es una compañía de videojuegos manejada por Kan Gao. Han desarrollado 5 juegos, los más conocidos son To The Moon y A Bird Story. A mediados de los noventa, Manley & Associates realizó una serie de ports para Electronic Arts y posteriormente fue adquirida por EA en 1996. Al explicar la decisión de vender la empresa a EA, Ivan Manley afirmó que, para invertir en nuevas tecnologías, Manley & Associates tenía que convertirse en editor o fusionarse con un editor ya establecido.
To The Moon fue nominado al premio Canadiense al Mejor Guion e Innovación.

## Juegos
| Fecha de liberación | Título                           | Plataformas                    | Refs  |
| ------------------- | -------------------------------- | ------------------------------ | ----- |
| 2011                | To The Moon                      | Microsoft Windows, OS X, Linux | [ 3 ] |
| 2014                | A Bird Story                     | Microsoft Windows, OS X, Linux | [ 4 ] |
| 2017                | Finding Paradise                 | Microsoft Windows, OS X, Linux | [ 5 ] |
| Desconocido         | The Mirror Lied                  | Microsoft Windows              | [ 6 ] |
| Desconocido         | Quintessence: The Blighted Venom | Microsoft Windows              | [ 7 ] |
| Desconocido         | Do You Remember My Lullaby?      | Microsoft Windows              | [ 8 ] |

### Finding Paradise
Finding Paradise es un próximo videojuego y es la secuela a To The Moon. En él, juegas como el mismo protagonista de A bird story pero los desarrolladores dicen que es innecesario jugar aquel juego antes de este. Fue anunciado en enero de 2016 y la fecha de salida ha sido especulada para finales de 2017. Como los otros juegos, Finding Paradise está siendo creado con RPG Maker.